# Sebastián Lartaún
Sebastián Lartaún (falecido a 9 de outubro de 1583) foi um prelado católico romano que serviu como bispo de Cuzco (1570–1583).

## Biografia
No dia 4 de setembro de 1570, Sebastián Lartaún foi nomeado Bispo de Cusco durante o papado de Pio V. A 12 de agosto de 1571, foi consagrado bispo por Diego Ramírez Sedeño de Fuenleal, bispo de Pamplona, com Alfonso Merchante de Valeria, bispo titular de Sidon, e Gonzalo Herrera Olivares, bispo titular de Laodicéia na Frígia, servindo como co-consagradores. Serviu como Bispo de Cuzco até à sua morte a 9 de outubro de 1583.
Enquanto bispo, foi o principal co-consagrador de Alfonso Guerra, bispo do Paraguai (1582).